# European Poker Tour Saison 2
Résultats de la saison 2 de l'European Poker Tour (EPT).

## Résultats
| Saison | Date        | Lieu                      | Vainqueur             | Prix          | Finaliste          | Autres finalistes |
| ------ | ----------- | ------------------------- | --------------------- | ------------- | ------------------ | --- |
| 2      | 16-Sep-2005 | Barcelone EPT 2           | Jan "Le Grand" Boubli | 416 000 €     | Christer Johansson | - Patrik Antonius - Patrick Mortensson - Gus "The Great Dane" Hansen - Anton Bergstroem - Dario Alioto - Romain Feriolo         |
| 2      | 02-Oct-2005 | Londres EPT 2             | Mark Teltscher        | 280 000 £     | Jonas Helness      | - Noah Jefferson - Paul King - Kirill Gerasimov - Dale Greenleaf - Istvan Novak - Graham Clarkson                               |
| 2      | 06-Oct-2005 | Baden EPT 2               | Patrik Antonius       | 288 180 €     | Gunnar Osterbrod   | - Abel Meyberg - Christian Grundtvig - Ingemar Backman - Peter Muhlbek - Torstein Iversen - Edgar Skjervold                     |
| 2      | 30-Oct-2005 | Dublin EPT 2              | Mats Gavatin          | 317 000 €     | Henrik Olander     | - David Pomroy - Joe Rafferty - Peter Haslam - Jim Reid - Michael Greco - Michael O'Sullivan                                    |
| 2      | 22-Jan-2006 | Copenhague EPT 2          | Mads Andersen         | 2 548 070 DKr | Edgar Skjervold    | - Phillip Hilm - Marc Naalden - Markus Gonsalves - Anina Gundesen - Shek Chi Hung - Johan Bergquist                             |
| 2      | 11-Fév-2006 | Deauville EPT 2           | Mats Iremark          | 480 000 €     | Mark Boudewjin     | - Kirill Gerasimov - Theo Jørgensen - Ram "Crazy Horse" Vaswani - Patric Martenson - Isabelle "No Mercy" Mercier - Stuart Nash  |
| 2      | 11-Mar-2006 | Monte-Carlo Grande Finale | Jeff Williams         | 900 000 €     | Arshad Hussain     | - Aleksander Strandli - Marc Karam - Thierry Cazals - "Rocky" Ross Boatman - "The Flying Dutchman" Marcel Lüske - Fraser Dunphy |